# 庞加莱猜想

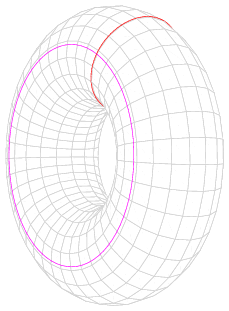
作为对比，图中环面上两个上色的圆均无法连续地收紧成一点。因此环面并不与球面同胚。

龐加莱猜想（法語：Conjecture de Poincaré），或稱裴瑞爾曼定理，是几何拓扑学中的一條定理，最早由法国数学家儒勒·昂利·庞加莱提出，是克雷數學研究所悬赏的数学方面七大千禧年难题之一。2006年确认由俄罗斯数学家格里戈里·佩雷尔曼完成最终证明，他也因此在同年获得菲尔兹奖，但並未現身領獎。

## 基本描述
在1900年，龐加萊曾聲稱，用他基於恩里科·貝蒂的工作而發展出的同調論，可以判定一個三維流形是否同胚于三維球面。不過，他在1904年發表的一篇論文中，舉出了一個反例，現在稱為龐加萊同調球面，與三維球面有相同的同調群。他引進了一個新的拓撲不變量，稱為基本群，並且證明他的反例與三維球面的基本群不同。三維球面有平凡基本群，也就是說是單連通的。他提出以下猜想：
任一單連通的、封閉的三維流形與三維球面同胚。
上述簡單來說就是：每一個沒有破洞的封閉三維物體，都拓扑等價於三維的球面。粗淺的比喻即為：如果伸縮圍繞一個柳橙表面的橡皮筋，那麼可以既不扯斷它，也不讓它離開表面，使它慢慢移動收縮為一個點；另一方面，如果想象同樣的橡皮筋以適當的方向被伸縮在一個甜甜圈表面上，那麼不扯斷橡皮筋或者甜甜圈，是沒有辦法把它不離開表面而又收縮到一點的。因此說，柳橙表面是“單連通的”，而甜甜圈表面則不是。
該猜想是一個屬於代數拓撲學领域的具有基本意義的命題，對“龐加萊猜想”的證明及其帶來的後果將會加深數學家對流形性質的認識，甚至會對人們用數學語言描述宇宙空間產生影響，對於一維與二維的情形，此猜想是對的，現在已經知道，它對於任何維數都是對的。

## 证明历史
这个问题曾经被搁置了很长时间，直到1930年懷特海德首先宣布已经证明然而又收回，才再次引起了人们的兴趣。懷特海提出了一些有趣的3-流形实例，其原型现在称为懷特海德流形。
1950和1960年代，又包括R·H·賓（R. H. Bing）、沃夫岡·哈肯、愛德華·摩斯和赫里斯托斯·帕帕基里亞科普洛斯声称得到了证明，但最终都发现证明存在致命缺陷。1961年，美國數學家史提芬·斯梅爾採用十分巧妙的方法繞過三、四維的困難情況，證明了五維以上的龐加萊猜想。这段时间对于低维拓扑的发展非常重要。这个猜想逐渐以证明极难而知名，但是证明此猜想的工作增进了对三流形的理解。1981年美國數學家麥克·傅利曼證明了四維猜想，至此廣義龐加萊猜想得到了證明。

### 21世纪

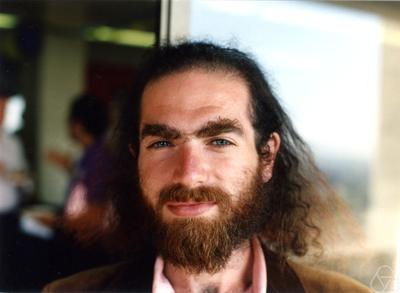
俄羅斯數學家格里戈里·佩雷尔曼

在2002年11月和2003年7月之間，俄羅斯的數學家格里戈里·佩雷尔曼在arXiv.org發表了三篇論文預印本，並聲稱證明了幾何化猜想。
在佩雷尔曼之后，先后有3组研究者发表论文补全佩雷尔曼给出的证明中缺少的细节。这包括密西根大学的布鲁斯·克莱纳和约翰·洛特；哥伦比亚大学的约翰·摩根和麻省理工学院的田刚；以及理海大学的曹怀东和中山大学的朱熹平。
2006年8月，第25届国际数学家大会授予佩雷尔曼菲尔兹奖，但佩雷尔曼拒绝接受该奖。数学界最终确认佩雷尔曼的证明解决了庞加莱猜想。
2010年3月18日，克雷数学研究所对外公布，俄羅斯數學家格里戈里·佩雷尔曼因为破解庞加莱猜想而荣膺千禧年大奖。但佩雷尔曼拒绝领奖，理由是克雷所的决定“不公平”。

## 最終證明爭議
2006年6月3日，曹懷東和朱熹平给出了“完整证明的第一个文字记录”（first written account of a complete proof），於《亞洲數學期刊》發表論文。据报道，丘成桐曾表示曹怀东和朱熹平才是第一个給出了龐加萊猜想的完全證明。
2006年8月28日出版的《纽约客》杂志发表西尔维亚·娜莎和大卫·格鲁伯的长文《流形的命运——传奇问题以及谁是破解者之争》。该文介绍了佩雷尔曼等人的工作并描画了“一个令人厌恶的丘成桐的形象，暗示他为他的学生曹怀东和他支持的朱熹平的工作宣传了过多的功劳”。因曹懷東與朱熹平的論文未經同行評審，丘成桐被質疑以期刊主編的身份，發表有利於他們研究團隊的論文成果，对此丘成桐作出了回应：曾邀请包括佩雷尔曼在内的几位数学家审稿，但没有被接受，丘成桐自己审稿。此文发表后，引发了很大争议。丘成桐表示可能采取法律行动，由律師發出信函，要求雜誌更正。
一名加州理工学院的研究者指出曹、朱论文中引理7.1.2与克莱纳和洛特2003年发表的成果几乎完全相同。据此，洛特指责曹和朱两人有剽窃的行为。此后，曹怀东和朱熹平在原刊发表纠错声明，确认了此引理是克莱纳和洛特的成果，解释没有指明出处是由于编辑上的差错，并为此向两位原作者致歉。在12月發表的修正論文《龐加萊猜想與幾何化猜想的漢米爾頓－佩雷爾曼證明》（Hamilton-Perelman's Proof of the Poincare Conjecture and the Geometrization Conjecture）中，曹懷東與朱熹平在定理7.1.1的第二步特别说明使用并修改了克莱纳和洛特的方法，而这一步其实只是佩雷尔曼第一篇文章定理12.1中一个结果的弱版。